# Adolf Hühnlein
Adolf Hühnlein (Eckersdorf, 21 de novembro de 1881 – Munique, 18 de junho de 1942) foi um major da Reichswehr e oficial do Partido Nazista.
Tendo estado na Primeira Guerra Mundial, Hühnlein participou do Putsch da Cervejaria em 1923, mesmo ano que havia se juntado ao grupo paramilitar Bund Reichskriegsflagge, sendo condenado a seis meses de prisão após ocorrida a investigação. Enquanto esteve preso na Prisão de Landsberg, se associou a Adolf Hitler, que também estava preso por conta do Putsch. Entre 1933 e 1942, ano de sua morte, foi Korpsführer do Nationalsozialistische Kraftfahrkorps, ou Corpo de Transporte Automóvel Nacional Socialista.

## Biografia
Nascido durante o Império Alemão, Hühnlein esteve presente na Primeira Guerra Mundial. Por sua participação, ele ganhou a Cruz de Ferro; primeiramente a segunda classe, em 1914, e no ano seguinte a primeira classe. Após a guerra, entre os anos de 1919 e 1920, ele foi o comandante da Freikorp Epp –– um dos vários grupos paramilitares que surgiram em dezembro de 1918, logo após a derrota do país na Primeira Guerra Mundial, através de veteranos inconformados com o retorno à vida civil ––. Foi durante o ano de 1919 que Hühnlein ouviu um discurso de Adolf Hitler pela primeira vez, enquanto ele estava no quartel do Regimento bávaro de salva-vidas.
Em 1923 ele se juntou a organização paramilitar fundada por Ernst Röhm Bund Reichskriegsflagge. Com a Bund Reichskriegsflagge Hühnlein esteve envolvido no Putsch da Cervejaria –– uma tentativa falhada de golpe de Estado de Hitler e do Partido Nazista contra o governo da região da Baviera, ocorrido em 9 de novembro de 1923 ––. Como resultado de sua participação, ele foi mantido detido entre novembro de 1923 e março de 1924, alternando entre as prisões de Stadelheim, Neudeck e Landsberg enquanto ocorria uma investigação sobre a tentativa de tomada de poder. Em março de 1924 ele foi condenado a seis meses de prisão em Landsberg e também foi exonerado da Reichswehr como consequência de sua participação no Putsch.

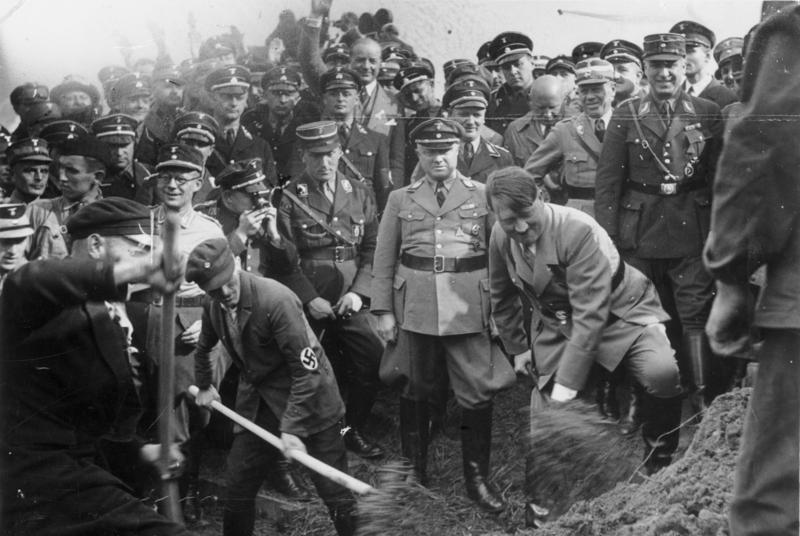
Hühnlein (à direita, atrás de Hitler) em 1933. inaugurando a construção da Reichsautobahn.

Foi durante a época em que esteve preso que Hühnlein acabou se envolvendo com Hitler e outros conspiradores durante o alvorecimento das políticas nazistas. Ele se juntou ao Partido Nazista oficialmente em 1930, servindo na Sturmabteilung, popularmente conhecida apenas como SA. Ernst Röhm o apontou como SA-Obergruppenführer e em 1927 ele se tornou o responsável pela área de engenharia automotiva da SA. Pouco depois, ele foi apontado como líder do National Socialist Automobile Corps (NSAK), o qual servia como o corpo motorizado da SA. Depois disso, ele sugeriu a mudança de nome para National Socialist Motor Corps, ou Corpo de Transporte Automóvel Nacional Socialista (NSKK), com a mudança se tornando oficial em 1 de maio de 1931.
A NSKK era uma organização paramilitar que estava sob o comando do NSDAP –– ao contrário do NSAK, que era controlado pela SA ––, possuindo seus próprios ranks, embora fosse a menor das organizações do Partido. Sob a liderança de Hühnlein, a adesão de associados subiu exponencialmente, de 30 mil membros em abril de 1933 para 350 mil em setembro de 1933, após absorver todos os clubes automobilísticos alemães privados. Em 1939, o número de associados havia subido para 500 mil membros. A principal função do NSKK quando esta surgiu era ensinar à seus membros as habilidades necessárias para a direção dos veículos e no transporte de membros e oficiais do NSDAP e SA. Apesar disso, todos os pilotos de carros, incluindo os de corridas –– como Bernd Rosemeyer, uma das estrelas da equipe da Auto Union conhecida como Flechas de Prata ––, eram requisitados a se juntarem à organização. Hühnlein também costumava entregar os troféus e premiações aos vencedores do Grande Prêmio da Alemanha. A partir de 1935, a NSKK também passou a prover o treinamento para as unidades Panzer, bem como para as unidades de transporte da Wehrmacht. Foi através do relacionamento com Hühnlein que Heinz Guderian pôde treinar as unidades Panzer, com aproximadamente 187 mil soldados entre 1933 e 1939, que assombrariam a Europa com a Blitzkrieg.

## Condecorações
Durante sua carreira como soldado do Império Alemão e oficial do Partido Nazista, Hühnlein recebeu oito condecorações destacadas, com destaque para a Cruz de Ferro, a mais elevada condecoração militar da Alemanha, conquistada em sua participação na Primeira Guerra Mundial, e a Ordem Germânica, a mais alta condecoração do Partido Nazista, ganha após sua morte em 1942.
- Cruz de Ferro de 2ª Classe (1914);
- Militär-Verdienstorden 4ª Classe com Espadas (1915);
- Cruz de Ferro de 1ª Classe (1915);
- Militär-Verdienstorden 4ª Classe com Coroa e Espadas (1919);
- Blutorden (número 8, 1934);
- Cruz de Mérito de Guerra de 2ª Classe com Espadas;
- Cruz de Mérito de Guerra de 1ª Classe com Espadas;
- Ordem Germânica (1942).